# Hendrik Petrus Berlage
Hendrik Petrus Berlage (Amsterdã, 12 de fevereiro de 1856 — Haia, 12 de agosto de 1934) foi um arquiteto e urbanista neerlandês.

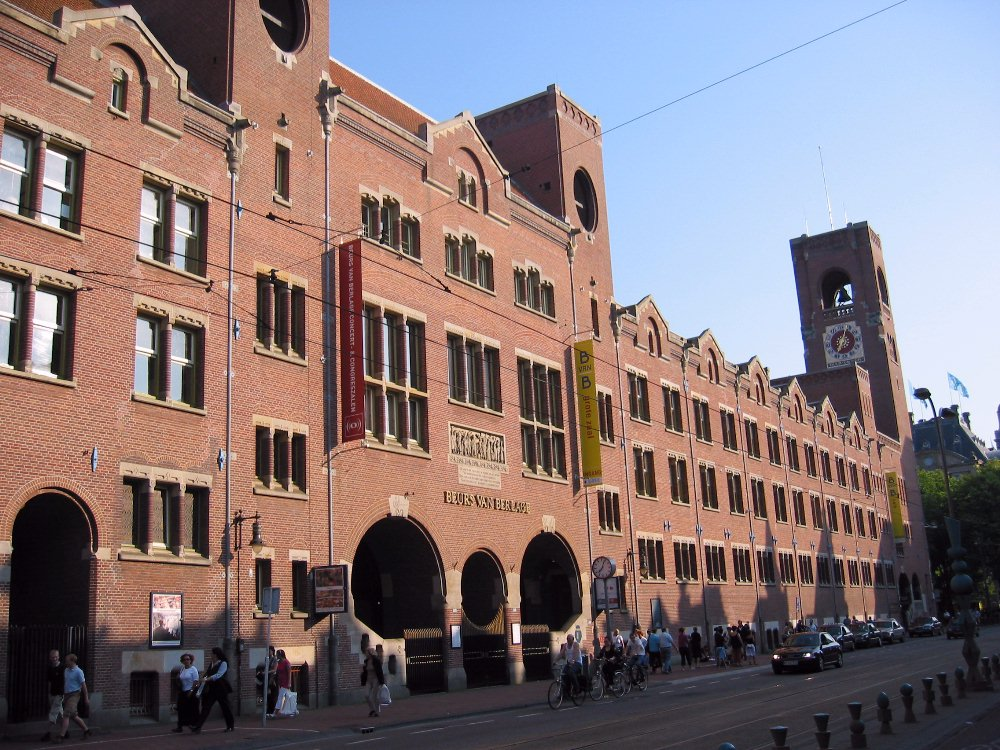
Edifício da Euronext Amsterdão

Berlage estudou arquitetura com os discípulos diretos de Gottfried Semper, no Instituto de Tecnologia de Zurique durante a década de 1870. Em 1880, na Holanda, ele formou uma parceria com Theodore Sanders que produziu uma mistura de projetos concretos e utópicos. Com sua influência, Berlage consegui vários seguidores incluindo membros da CIAM.
Suas obras sofreram influência de grandes nomes da arquitetura como Henry Hobson Richardson, Eugène Viollet-le-Duc e Frank Lloyd Wright . Sobre este último, Berlage chegou a dar palestras que contribuiram para disseminar as idéias de Wright na Alemanha.
É considerado o "Pai da Arquitetura moderna" na Holanda e o intermediário entre os Tradicionalistas e os Modernistas. As teorias de Berlage inspiraram a maioria dos grupos arquitetônicos holandêses da década de 1920.
Berlage morreu em Haia, no ano de 1934.